# Приамурський
Приамурський (рос. Приамурский) — смт у Смідовицькому районі Єврейської автономної області Російської Федерації.
Орган місцевого самоврядування — Приамурське міське поселення. Населення становить 3446 осіб (2018).

## Історія
Згідно із законом від 26 листопада 2003 року органом місцевого самоврядування є Приамурське міське поселення.

## Населення
| 1959  | 1970  | 1979  | 1989  | 2002  | 2009  | 2010  |
| ----- | ----- | ----- | ----- | ----- | ----- | ----- |
| 3894  | ↘3008 | ↗3113 | ↗3697 | ↘3675 | ↗3894 | ↗4047 |
| 2011  | 2012  | 2013  | 2014  | 2015  | 2016  | 2017  |
| ↘4038 | ↘4007 | ↘3940 | ↘3908 | ↘3787 | ↘3661 | ↘3537 |
| 2018  |       |       |       |       |       |       |
| ↘3446 |       |       |       |       |       |       |